# Micronychiurus
Genre
Micronychiurus est un genre de collemboles de la famille des Onychiuridae.

## Distribution
Les espèces de ce genre se rencontrent en Espagne et en France.

## Liste des espèces
Selon Checklist of the Collembola of the World (version du 1er octobre 2019) :
- Micronychiurus aguzouensis (Deharveng, 1978)
- Micronychiurus aranzadii (Beruete, Arbea & Jordana, 1994)
- Micronychiurus bernardoi (Beruete, Arbea & Jordana, 1994)
- Micronychiurus borensis (Beruete, Arbea & Jordana, 1994)
- Micronychiurus duprei (Beruete, Arbea & Jordana, 1994)
- Micronychiurus maiteae (Beruete, Arbea & Jordana, 1994)
- Micronychiurus minutus (Denis, 1932)
- Micronychiurus sorogainensis (Beruete, Arbea & Jordana, 1994)

## Publication originale
- Bagnall, 1949 : Contributions toward a knowledge of the Isotomidae (Collembola). I-XV. Annals & Magazine of Natural History Series, vol. 12, no 1, p. 529-541.